# Nellikuppam
Nellikuppam (o Nellikkuppam, Nellikuppami) è una suddivisione dell'India, classificata come municipality, di 44.191 abitanti, situata nel distretto di Cuddalore, nello stato federato del Tamil Nadu. In base al numero di abitanti la città rientra nella classe III (da 20.000 a 49.999 persone).

## Geografia fisica
La città è situata a 11° 46' 0 N e 79° 40' 60 E e ha un'altitudine di 16 m s.l.m..

## Società

### Evoluzione demografica
Al censimento del 2001 la popolazione di Nellikuppam assommava a 44.191 persone, delle quali 22.168 maschi e 22.023 femmine. I bambini di età inferiore o uguale ai sei anni assommavano a 4.963, dei quali 2.543 maschi e 2.420 femmine. Infine, coloro che erano in grado di saper almeno leggere e scrivere erano 30.373, dei quali 16.856 maschi e 13.517 femmine.